# 마이클 D. 히긴스
마이클 대니얼 히긴스(영어: Michael Daniel Higgins, 아일랜드어: Mícheál Daniel Ó hUiginn 미할 다니엘 오 히긴, 1941년 4월 18일~)는 아일랜드의 정치인, 시인, 방송인, 그리고 사회학자로, 2011년부터 아일랜드의 제9대 대통령으로 재임하고 있다.
히긴스는 대통령 재임 기간 동안 정의, 사회적 평등, 사회적 배제, 반종파주의, 반인종주의, 화해에 관한 문제를 해결하는 데 시간을 보냈다. 그는 2014년 4월, 아일랜드 대통령이 영국을 처음으로 국빈 방문했다.
히긴스는 2018년 아일랜드 대통령으로 두 번째 임기에 출마하여 압도적인 승리로 재선되었다. 히긴스는 822,566표의 1순위 득표율로 아일랜드 역사상 가장 큰 개인 권한을 획득했다. 히긴스의 두 번째 대통령 취임식은 2018년 11월 11일에 열렸다.

## 어린 시절
히긴스는 1941년 4월 18일, 리머릭에서 태어났다. 그의 아버지 존 히긴스는 클래어주의 발리카 출신으로, 아일랜드 공화국군 제2 코크 여단 제3대대 찰스빌 중대의 중위였다. 존은 두 형제 피터와 마이클과 함께 아일랜드 독립 전쟁에 적극적으로 참전했다.

## 대통령직

### 첫 번째 임기 (2011년~2018년)
히긴스는 2011년 11월 11일, 더블린성에서 아일랜드 대통령으로 취임했다. 이 행사에는 기독교인, 유대인, 무슬림과 함께 인문주의적 요소가 가미되었다. 그는 첫 임기 동안 공공지출개혁부에 자신의 연봉을 32만 5천 유로에서 23.5% 삭감해 달라고 요청한 후 연봉 25만 유로를 받고 있다.
히긴스는 2011년 11월 13일, 북아일랜드에서 열린 올아일랜드 올해의 합창 대회 결승전에 참석하기 위해 데리로 여행을 떠났다. 2011년 12월에는 대통령 관저에서 어린이 티 파티를 열었다. 그는 2010년 콜롬비아 부에나벤투라를 방문하던 중 넘어져 부러진 무릎 캡 수술을 위해 12월 13일, 골웨이의 본 세쿠르스 병원에 입원했다.
2014년 4월, 히긴스는 아일랜드 대통령이 영국을 처음으로 국빈 방문했다. 그는 윈저성에서 엘리자베스 2세 여왕의 손님으로 머물며 양원 연설을 했다. 또한 웨스트민스터궁에서 데이비드 캐머런 영국 총리와 야당 지도자들, 그리고 런던 시장 앨런 야로우 등 다양한 사람들을 만났다.
2016년 11월, 히긴스는 성명을 통해 피델 카스트로의 죽음을 "큰 슬픔"으로 알게 되었다고 말하며 아일랜드 언론의 일부에서 칭찬을 아끼지 않았다는 비판을 받았다.
2018년 8월 25일, 히긴스는 교황의 아일랜드 방문 중 대통령 관저에서 프란치스코 교황을 맞이했다.

### 두 번째 임기 (2018년~현재)

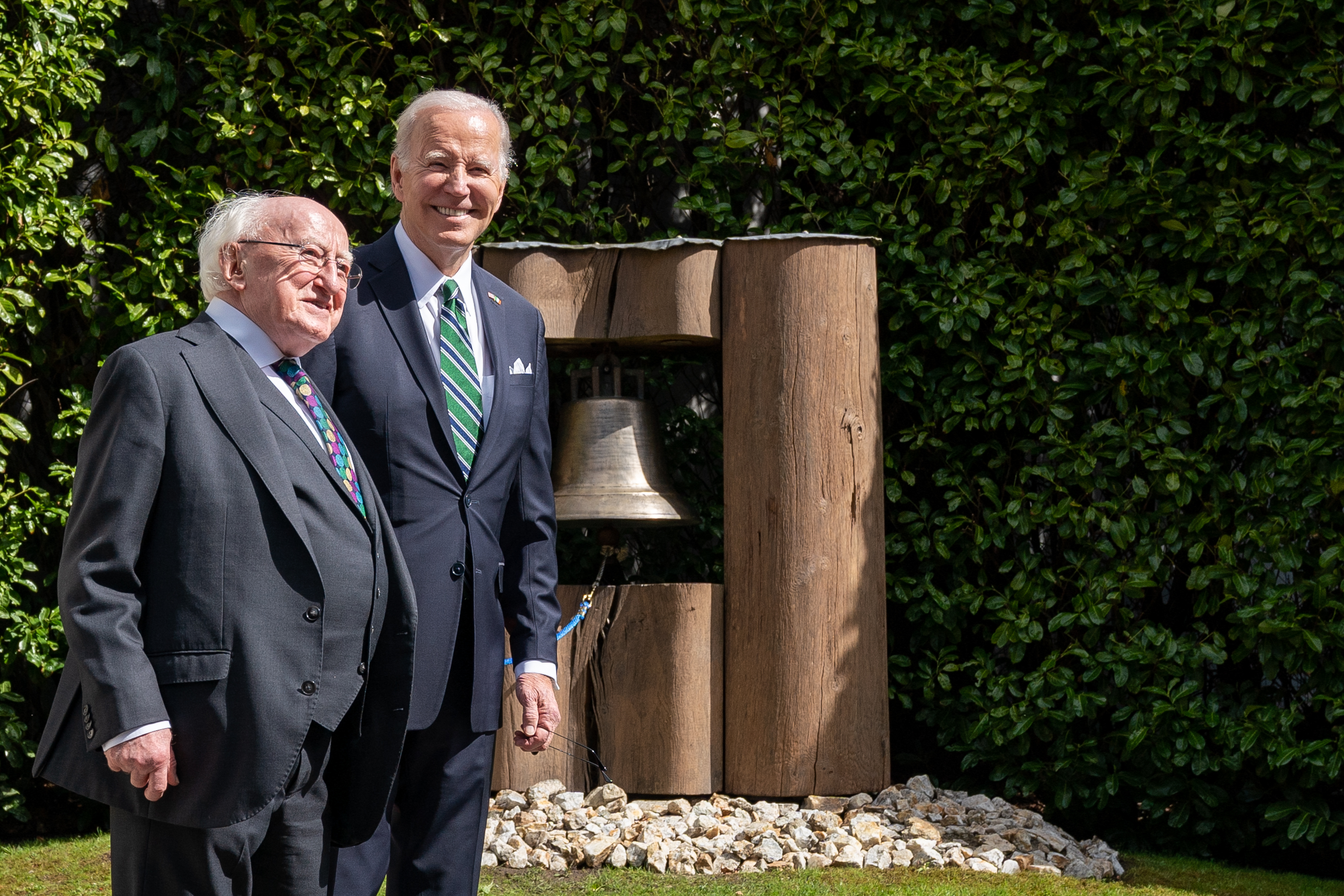
2023년 4월, 히긴스가 조 바이든 미국 대통령을 만나 평화의 종을 울린다.

2018년 7월 10일, 히긴스는 2018년 아일랜드 대통령 선거에서 첫 번째 임기 동안 하지 않겠다고, 밝힌 바 있음에도 불구하고 두 번째 임기를 수행하겠다고 발표했다. 히긴스는 2018년 대통령 선거에서 첫 번째 개표에서 56%의 득표율 (822,566표)로 승리했다. 그의 가장 가까운 라이벌인 피터 케이시는 23% (342,727표)로 승리했다. 2018년 11월 11일, 히긴스는 더블린성 세인트 패트릭 홀에서 리오 버라드커 아일랜드 총리와 메리 로빈슨, 메리 매컬리스 전 대통령, 그리고 모든 정당의 대표들이 참석한 가운데 아일랜드 대통령으로 취임식을 가졌다. 이 행사는 히긴스가 아침에 열리는 정전 기념식에 참석할 수 있도록 저녁에 열렸다.
2019년 7월 3일, 히긴스는 3일간의 독일 국빈 방문을 시작했다. 히긴스는 독일을 방문하는 동안 앙겔라 메르켈 독일 총리와 프랑크발터 슈타인마이어 독일 대통령을 만났다.
2021년 7월, 히긴스는 에러크터스에 편지를 보내 최근 몇 년 동안 복잡한 법안이 신속하게 서명되는 경향이 있다는 우려를 표명했다.
2023년 1월 24일, 히긴스는 2014년 이후 처음으로 아프리카에서 세네갈을 5일간 국빈 방문하기 시작했다. 세네갈을 방문하는 동안 히긴스는 마키 살 세네갈 대통령을 만났다.
4월 13일, 히긴스는 아일랜드를 4일간 방문한 동안 대통령 관저에서 조 바이든 미국 대통령을 맞이했다.